# Tindeklypa
Tindeklypa är en bergstopp i Antarktis. Den ligger i Östantarktis. Norge gör anspråk på området. Toppen på Tindeklypa är 1 599 meter över havet, eller 388 meter över den omgivande terrängen. Bredden vid basen är 5,7 km.
Terrängen runt Tindeklypa är kuperad söderut, men norrut är den platt. Trakten är glest befolkad. Närmaste befolkade plats är Sarie Marais, 14,6 kilometer väster om Tindeklypa.